# Duncan al II-lea al Scoției
Duncan al II-lea (n. 1060 – d. 12 noiembrie 1094, Berwick-upon-Tweed, Anglia, Regatul Unit) a fost regele Scoției timp de șapte luni. A fost fiul lui Malcolm al III-lea al Scoției și a primei sale soții, Ingibiorg Finnsdottir, văduva lui Thorfinn Sigurdsson.
Donald al III-lea a fost în imposibilitatea de a obține sprijinul unor nobili și a unor oficiali ai bisericilor din Scoția care aveau legături cu regimul prodecesorului său. Duncan a profitat și a negociat alianțe cu acești susținători nemulțumiți ai tatălui său. Obținând sprijin militar și financiar esențial pentru cauza sa, s-a alăturat unei campanii, împrumutând de la William al II-lea o armată de normanzi. Duncan a cumpărat sprijinul baronilor și a orașelor din Anglia cu promisiunea de a acorda terenuri, privilegii, titluri și moșii.
În 1094, Duncan a condus o armată considerabilă, formată din cavaleri mercenari și infanterie. Mulți dintre acești soldați proveneau din Northumbria. La începutul verii aceluiași an, Duncan a condus armata într-o invazie în Scoția. Donald al III-lea și-a mobilizat proprii vasali și trupele rămase. Prima fază a războiului a avut loc în luna iunie, Duncan ieșind victorios. Donald al III-lea a fost forțat să se retragă spre nordul Scoției. Duncan al II-lea a fost încoronat rege la Scone, însă sprijinul și autoritatea sa nu s-au extind până în nord.
Prezența continuă a armatei străine a fost resimțită de către o mare parte a populației locale. Duncan al II-lea și-a petrecut cea mai mare parte a vieții sale în străinătate. În lunile din timpul domniei sale, proprietarii de terenuri și prelații s-au răsculat împotriva normanzilor. Armata străină nu s-a descurcat foarte bine în seria de revolte însă Duncan  a fost capabil să mențină tronul prin negociere cu rebelii. El a fost de acord cu termenii lor, trimițând marea majoritate a susținătorilor străini înapoi la William al II-lea.
Trimiterea trupelor sale a dus la un eșec. Donald al III-lea și-a petrecut lunile care au urmat reconstruindu-și armata și sprijinul politic. În noiembrie 1094, Donald a condus armata sa în sud și s-a confruntat cu nepotul său, iar pe 12 noiembrie, Duncan al II-lea a fost atacat și ucis în luptă, murind după o domnie de șapte luni. Sursele primare sunt neclare cu privire la modul exact al decesului său. Analele Inisfallen raportează că Duncan, fiul lui Malcolm, regele de Alba, a fost ucis de Donald, fiul lui Duncan. În același timp, Donald a preluat domnia din Alba. Analele Ulster raportează că Duncan, fiul lui Malcolm, regele Scoției, a fost ucis de proprii săi frați, Donald și Edmund. Deși Duncan nu a avut frați cu acest nume, este posibil să fie vorba de Donald al III-lea și de fratele său vitreg Edmund al Scoției, deși textele de mai târziu identifică un nobil cu numele de Lael Petair de Mearns ca fiind cel care l-a ucis cu adevărat.